# Clarias pachynema
Clarias pachynema és una espècie de peix de la família dels clàrids i de l'ordre dels siluriformes.

## Morfologia
Els mascles poden assolir els 35,6 cm de llargària total.

## Distribució geogràfica
Es troba al Camerun, Gabon i a la conca mitjana del riu Congo.